# Route nationale 602
Die N602 war von 1933 bis 1973 eine französische Nationalstraße, die zwischen La Primaube und Lodève verlief. Ihre Länge betrug 138 Kilometer.